# Sparkasse Herford

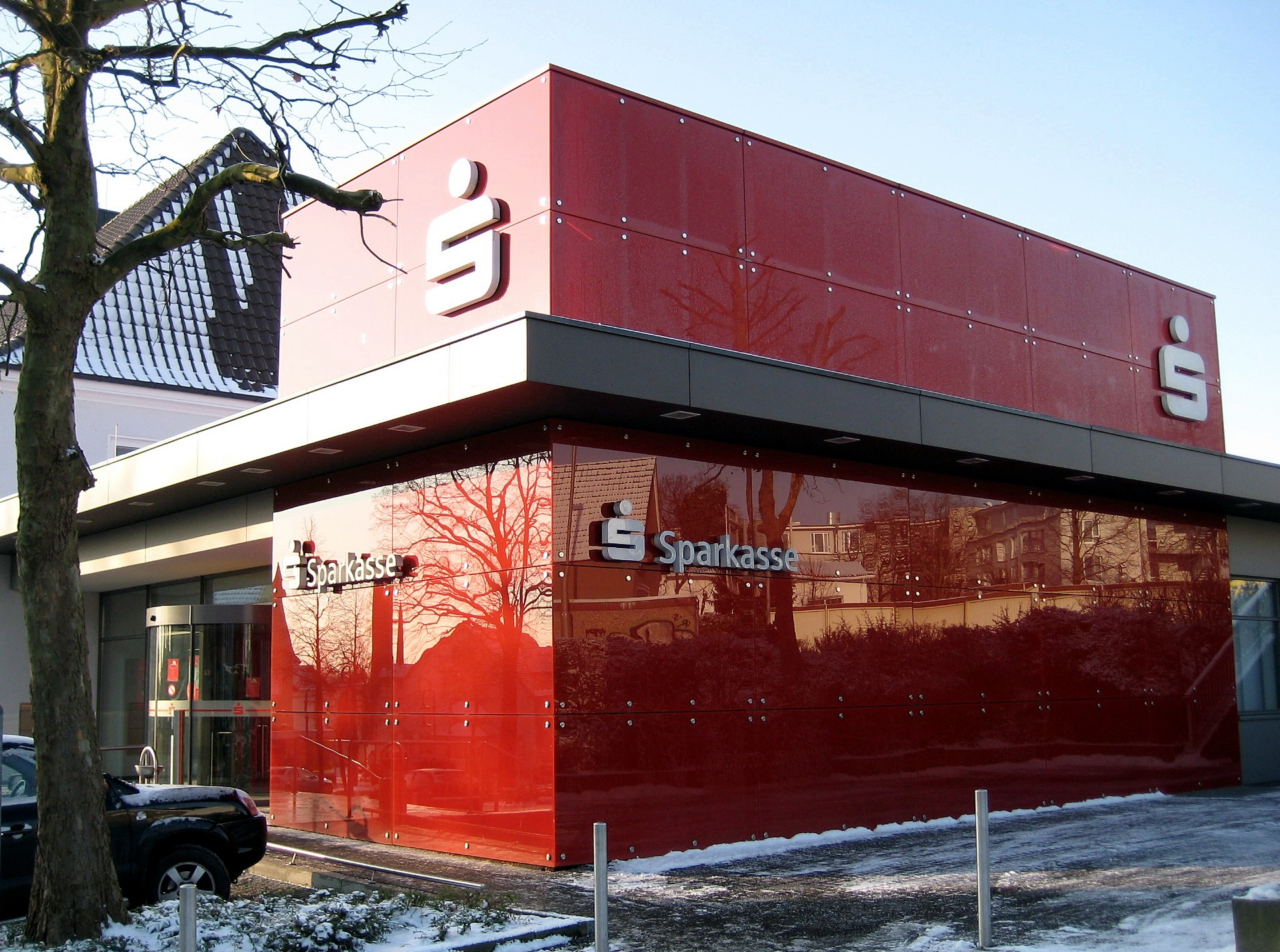
Geschäftsstelle Ennigloh

Logo Sparkasse Herford

Die Sparkasse Herford ist eine öffentlich-rechtliche Sparkasse im Kreis Herford. Ihre vollständige Firmierung gemäß Handelsregister lautet Sparkasse im Kreis Herford -Zweckverband Sparkasse des Kreises Herford und der Städte Bünde, Herford, Löhne und Vlotho.

## Organisation
Als Anstalt des öffentlichen Rechts unterliegt die Sparkasse Herford dem Sparkassengesetz. Die zuständige Aufsichtsbehörde ist die Bundesanstalt für Finanzdienstleistungsaufsicht in Bonn. Der zuständige Sparkassenverband ist der Sparkassenverband Westfalen-Lippe. Die Organe der Sparkasse sind der Vorstand und der Verwaltungsrat. Träger der Anstalt ist der Sparkassen-Zweckverband des Kreises Herford und der Städte Bünde, Herford, Löhne und Vlotho.

## Geschäftszahlen
Die Sparkasse Herford wies im Geschäftsjahr 2023 eine Bilanzsumme von 5,937 Mrd. Euro aus und verfügte über Kundeneinlagen von 4,41 Mrd. Euro. Gemäß der Sparkassenrangliste 2023 liegt sie nach Bilanzsumme auf Rang 69. Sie unterhält 40 Filialen/Selbstbedienungsstandorte und beschäftigt 844 Mitarbeiter.

## Sparkassen-Finanzgruppe
Die Sparkasse Herford ist Teil der Sparkassen-Finanzgruppe und gehört damit auch ihrem Haftungsverbund an. Er sichert den Bestand der Institute und sorgt dafür, dass sie auch im Fall der Insolvenz einzelner Sparkassen alle Verbindlichkeiten erfüllen können. Die Sparkasse vermittelt Bausparverträge der regionalen Landesbausparkasse, offene Investmentfonds der Deka und Versicherungen der Provinzial NordWest. Im Bereich des Leasing arbeitet die Sparkasse Herford mit der  Deutschen Leasing zusammen. Die Funktion der Sparkassenzentralbank nimmt die Landesbank Hessen-Thüringen wahr.

## Geschichte
Die Sparkasse Herford entstand im Jahr 1996 durch die Vereinigung der Kreissparkasse Herford mit der 1913 gegründeten Stadtsparkasse Herford. Die Kreissparkasse Herford war bereits im Jahr 1846 gegründet worden. Der Kreis Herford und die Stadt Bünde haben 1972 einen Sparkassenzweckverband gegründet, dem 1983 die Städte Löhne und Vlotho sowie 1996 die Stadt Herford beigetreten sind.